# Шэнь Шаньцзюн
Шэнь Шаньцзюн (кит. 沈善炯, пиньинь Shěn Shànjiǒng ; 13 апреля 1917, Уцзян (Сучжоу) — 26 марта 2021, Шанхай) — китайский микробиолог и генетик, академик Китайской академии наук.

## Биография
В 1937 году Шэнь поступил в Нанкинский университет. В 1939 году он перешел в Национальный Юго-Западный объединённый университет, где изучал грибы.
В 1944 году он начал работать преподавателем в Хуачжунском университете. В 1946 году он был назначен ассистентом кафедры ботаники Пекинского университета .
В 1947 году он продолжил учебу в Соединенных Штатах, получив степень доктора по молекулярной генетики в Калифорнийском технологическом институте в 1950 году. Вернулся в Китай после начала Корейской войны В ноябре 1950 года он стал адъюнкт-профессором медицинского факультета Чжэцзянского университета. В 1952 году был переведен на работу в Китайскую академию наук в качестве младшего научного сотрудника, а в 1956 году получил звание научного сотрудника, работал в различных институтах биологического профиля. В 1984 году он был принят на работу в качестве почетного профессора в Шанхайский университет транспорта, помогал создать факультет биологических наук и технологий.

## Научные интересы
Шэнь разработал хлортетрациклин в 1957 году, в результате чего Китай стал четвертой по счёту страной, освоившей его производство. В сферу научных интересов Шэня входило изучение генетических аспектов проблемы азотфиксации и симбиотической связи между аазотфиксирующими бактериями и растениями. Его работы по стрептомицину и тетрациклинам внесли большой вклад в производство антибиотиков в Китае.

## Почести и награды
- 1956 — Государственная премия в области естественных наук (I степень).
- 1979 — Государственная премия в области естественных наук (I степень).
- 1981 — Государственная премия в области естественных наук (I степень).
- 1999 — премия за научно-технический прогресс года Фонда Хо – Люн – Хо – Ли[англ.].
- 1980 — аакадемик Китайской академии наук.